# Filippo Ghersi
Filippo Ghersi (Sanremo, 24 marzo 1825 – Sanremo, 9 ottobre 1908) è stato uno scultore italiano, attivo in Liguria dove numerose sono le sue opere tra monumenti a personaggi illustri, arte sacra e funeraria.

## Biografia
Filippo Ghersi nacque a Sanremo il 24 marzo 1825, figlio di Oberto e Gerolima Cattaneo. Fin dalla giovane età si avvicinò al mondo dell'arte, dimostrando una predilezione per la scultura, attitudine che affinò trasferendosi a Genova, dove sotto la guida dei maestri Agostino Picasso e Giovanni Battista Drago iniziò a lavorare come intagliatore.

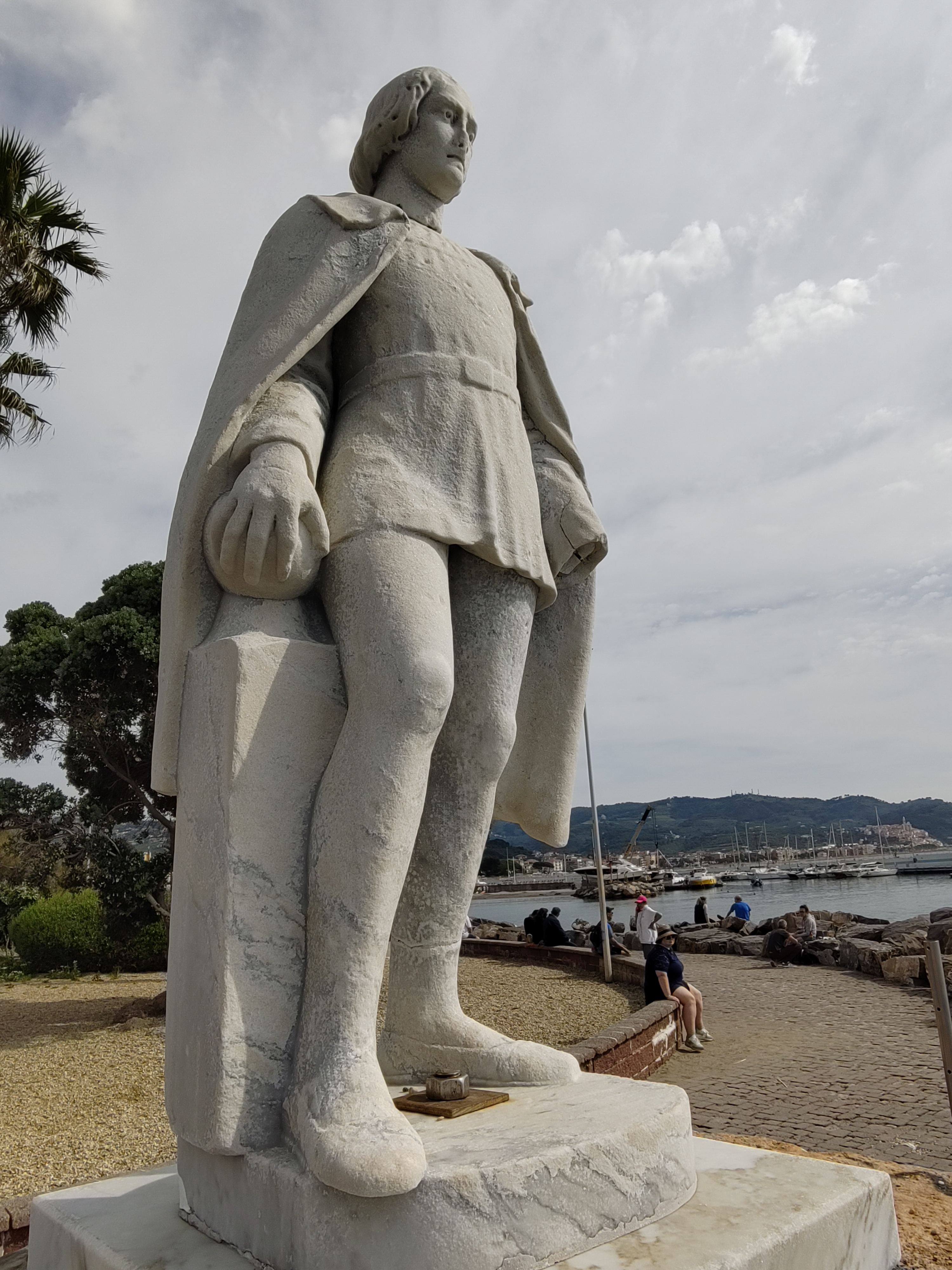
Diano Marina, il Monumento commemorativo dedicato a Cristoforo Colombo.

Successivamente decise di tornare nella città natia per proseguire la professione aprendo una propria bottega. Nel 1852 conobbe lo scultore taggese Salvatore Revelli che spostatosi a lavorare a Roma dall'estate 1839 lo invitò a seguirlo nella, a quel tempo ancora, Capitale dello Stato Pontificio e dove non mancavano di certo le opportunità di lavoro nel settore dell'arte sacra. Qui vi rimase per quattordici anni, anche dopo la morte dell'artista di Taggia, avvenuta nel 1859, proseguendo l'attività presso gli studi di Pietro Tenerani ed Emil Wolff.
Tornato nuovamente a Sanremo nel 1866 vi si stabilì definitivamente, dove grazie all'esperienza romana riuscì ad attirare sempre maggiori commissioni e, anche agevolato dall'offerta artisticamente meno pregiata offerta dalla concorrenza, acquisì sempre maggiore notorietà. Tra la vasta quantità di sculture di questo periodo si annoverano la statua del sindaco sanremese Siro Andrea Carli, il cui primo abbozzo risale al 1869, che dopo essere parte di un monumento a se stante venne in seguito ricollocata a valorizzare la fontana di piazza Eroi Sanremesi. Tra i più noti spiccano inoltre i busti di Eleonora Curlo e di Giovanni Ruffini, esposti al Museo del Risorgimento e istituto mazziniano di Genova e, sempre a tema laico, quella del monumento commemorativo a Cristoforo Colombo, a Diano Marina. A tema religioso si ricordano il Giordano Bruno conservato al Santuario di Santa Croce del Monte Calvario a Porto Maurizio, Imperia, e tra le tante, la statua di Santa Caterina nell'Oratorio a lei dedicato, a Ceriana, e quella di San Vincenzo Ferreri nella chiesa parrocchiale della Purificazione di Maria Vergine di Apricale.
Di sicuro rilievo anche le opere ordinate da committenti stranieri destinate a valorizzare alcuni monumenti funebri del cimitero monumentale della Foce, tra le quali dedicata alle morti premature, le sculture dei fratellini Edward e Sophie dormienti, più in basso riproposti a bassorilievo separati dalla madre Bessi Isabel Johnson da un angelo (1867), e di Frédéric Schmidt del 1876, raffigurato nel bimbo dallo sguardo accigliato e severo seduto su spuntone di roccia mentre stringe tra le mani un ramo di quercia spezzato. Meno evocativi, qui particolarmente fedele all'originale, il medaglione collocato sulla lapide della tomba del medico Alessandro Rambaldi, così come altrettanto realistiche le sculture nella tomba Bogge e in quella di Laura Pesante.
Morì a Sanremo il 9 ottobre 1908, e i suoi resti mortali sono sepolti nel cimitero monumentale della cittadina ligure.